# Таблица
Таблица (из лат. tabula — доска) — способ структурирования данных. Представляет собой распределение данных по однотипным строкам и столбцам (графам).
Таблицы широко используются в различных исследованиях и анализе данных. Таблицы также встречаются в СМИ, в рукописных материалах, в компьютерных программах и в дорожных знаках, а также в составлении спортивных таблиц.

## Описание

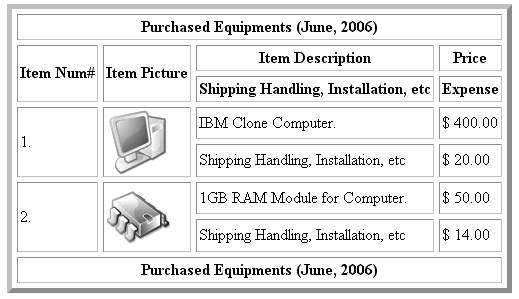
Таблица

Таблица состоит из упорядоченного набора строк и столбцов
- элементы строки сравниваются между собой и имеют смысловую связь
- в столбце перечислены свойства этих элементов, по которым они сравниваются
- обычно столбец имеет название;
- его название может состоять из слова, фразы или числа;
- пересечением строки и столбца является ячейка таблицы.

Элементы таблицы могут быть по-разному сгруппированы или расположены. Кроме того, таблица может включать метаданные, аннотации, заголовок, колонтитул.

### Простая таблица
Следующий пример иллюстрирует простую таблицу с тремя столбцами и семью строками (первая строка не учитывается, поскольку она используется только для отображения названия столбцов). У этой таблицы имеется заголовок.
| Фамилия  | Имя       | Отчество     |
| -------- | --------- | ------------ |
| Пашков   | Сергей    | Владимирович |
| Лобанов  | Петр      | Богданович   |
| Воронов  | Святослав | Владимирович |
| Левицкий | Анатолий  | Алексеевич   |
| Кузнецов | Роман     | Осипович     |
| Ярошко   | Сергей    | Адамович     |
| Иванов   | Иван      | Иванович     |

### Многомерные таблицы
Любая простая таблица может стать многомерной с помощью нормализации значений данных в упорядоченную иерархию (например, используя данные из простой таблицы о людях и их возрасте, можно составить многомерную таблицу возраста).
Наглядным примером многомерной таблицы является таблица умножения.
| × | 1 | 2 | 3 |
| - | - | - | - |
| 1 | 1 | 2 | 3 |
| 2 | 2 | 4 | 6 |
| 3 | 3 | 6 | 9 |

Примечание: во многомерной таблице каждой комбинации значений заголовка строки и заголовка столбца будет соответствовать уникальное значение (оно не может измениться):
- колонке 1 и строке 1 будет соответствовать только значение 1 (и никакое другое)
- колонке 1 и строке 2 будет соответствовать только значение 2 (и никакое другое) и т.д.

Структурно идентична таблице умножения таблица возраста.
| +         | 1                | 2                  | 3               |
| --------- | ---------------- | ------------------ | --------------- |
| Олег      | Воронков Олег    | Котов Олег         | Сахаров Олег    |
| Александр | Власов Александр | Тимченко Александр | Лядов Александр |
| Вадим     | Степанов Вадим   | Кравченко Вадим    | Гуляев Вадим    |

## Применение

### Публикация
- перекрёстные ссылки

### Математика
- арифметика (таблица умножения)
- логика (таблица истинности)

### Естественные науки
- химия (периодическая таблица)
- океанография (таблица приливов)

### Информационные технологии
Таблицы используются как и в программах, так и в их разработке.
Современные программы позволяют создавать, форматировать и редактировать таблицы. Это:
- текстовые редакторы
- программы для создания презентаций
- HTML